# Casa Callís (la Vall de Boí)
La Casa Callís és una obra de la Vall de Boí (Alta Ribagorça) inclosa a l'Inventari del Patrimoni Arquitectònic de Catalunya.

## Descripció
Casa pagesa constituïda per tres edificis, destinats a habitatge, paller i corts i cobert, agrupats al voltant de l'era, configurant un quasi-rectangle en planta, amb dos costats fent façana al carrer Raval.
L'habitatge ocupa la cantonada de les dues façanes, és de planta irregular i té un semisoterrani amb el portal d'accés i dos pisos. La coberta és a tres vessants.
El cobert, alineat amb el carrer al costat nord, té una coberta amb un vessant i està obert a l'era.
El paller és de grans dimensions, amb coberta a dos vessants i el carener paral·lel al costa curt. Té accés pel carrer Raval i per l'era.